# Гней Марций Кориолан
Гней (по другим данным — Гай) Ма́рций Кориола́н (лат. Gnaeus/Gaius Marcius Coriolanus; умер, по разным версиям, в 486 году до н. э. или гораздо позже) — первый легендарный представитель рода Марциев, получивший почётный когномен за взятие столицы вольсков Кориол в 494 году до н. э.

## Биография
Когда в 493 году до н. э. в Риме начался голод, из Сицилии прибыло зерно, и Кориолан, ставший во главе патрицианской «партии», предложил продавать его по максимально высоким ценам, если плебеи не откажутся от трибунской защиты. Народные трибуны вызвали его в суд, причём это был первый случай вызова патриция на суд плебеев. По Ливию Кориолан на суд не явился, а отправился в добровольное изгнание к вольскам и начал искать повод к войне с Римом. По Дионисию Кориолан присутствовал на суде, успешно выступил в свою защиту, но был всё-таки осуждён, так как вскрылся факт присвоения военной добычи, захваченной во время похода против анциатских вольсков. Возглавив вместе с вольским аристократом Туллом Ауфидием собравшихся у Ферентинского источника вольсков, Кориолан довёл их войско до Рима и только посольство женщин во главе с его женой Волумнией и матерью Ветурией тронуло его сердце, и он отвёл вольсков от города, за что был убит ими как предатель, и в Риме патрицианские женщины носили о нём траур в течение года. Тит Ливий, ссылаясь на Фабия Пиктора, передаёт, что Кориолан дожил до глубокой старости. Эта неортодоксальная версия была известна и Цицерону.

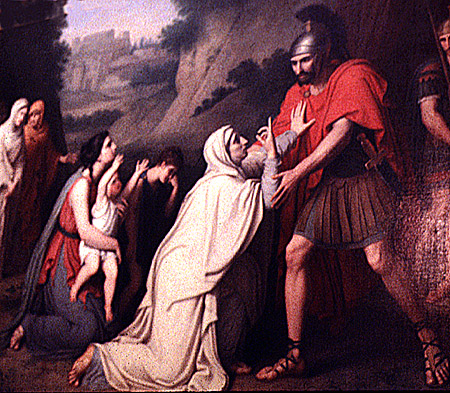
Г. Ланди. Ветурия у ног Кориолана. Ок. 1800 г. Палаццо Питти, Флоренция

По Дионисию, Кориолан — командующий плебейским ополчением, присоединившимся к армии патрициев и их клиентов. С одной стороны, Кориолан изображён популярным среди плебеев благодаря военным подвигам, с другой именно плебс не допустил Кориолана к консульской должности, хотя его поддерживали патриции. Далее он уже выступает как непримиримый враг плебеев, стремящийся лишить их защиты со стороны народных трибунов. По-видимому в повествовании Дионисия сохранились две различные редакции этой саги. В первой Кориолан представлен как плебейский военачальник, вторая стремится превратить его в патриция, воинственно отстаивающего привилегии своего сословия.
Позднейшие исследователи неоднократно обращались к анализу сказания, особенно, когда речь заходила о критике римской традиции для выявления в ней достоверных частей. Моммзен отрицал историческую основу легенды. Однако датирование легенды 493 годом до н. э., когда был заключён Кассиев договор, выдаёт реальную связь событий: поход Кориолана на Рим закончился заключением равноправного договора с латинами, что впоследствии так тщательно пытались скрыть.
По словам Дионисия и Плутарха, Кориолан был типичным древним римлянином-патрицием, в котором ярко были представлены все достоинства и недостатки его народа и сословия; отличительной чертой его, по рассказам, является безмерная любовь к матери.
В живописи эпохи Возрождения историю Кориолана использовали в качестве назидательного сюжета о верности семейным узам. Таким же образом трактовали образ Кориолана, изображая его в окружении матери, жены и детей в резьбе и росписи итальянских свадебных сундуков — кассоне.
На сюжет легенды Уильям Шекспир написал трагедию «Кориолан», по которой в 2011 году был снят одноименный фильм режиссёра Рэйфа Файнса; незаконченная адаптация трагедии Бертольтом Брехтом начала 1950-х рассматривает главного героя как протофашистскую фигуру. 
В 1760 году в российском журнале «Полезное увеселение» было опубликовано стихотворное «Послание к Кориолану», написанное И. В. Шишкиным. В 1807 году Людвиг ван Бетховен написал увертюру «Кориолан» для постановки одноименной трагедии австрийского драматурга Генриха Иосифа Коллина.